# 天源酱园
天源酱园是北京的一家老字号酱园，创立于清代同治八年（1869年）。天源号尤以生产甜面酱和各种甜酱菜而闻名京城。酱菜做法出自内廷名师，做工精细，用料考究。天源酱源也是承担国家特供任务的酱菜企业。
天源酱园现隶属于北京六必居食品有限公司。